# 十三省

《十三省》是雷獻禾、鄭軍执导的电视剧，2008年出品，出品公司是上海海潤影視集团，共44集，该作品主要讲述抗日战争的时候，十三个战士伪装成土匪，与日军斗智斗勇，最后相继牺牲的故事。该剧根据真人真事改编。

## 剧情简介
有十三个人伪装成土匪，对抗日军的入侵。
虽说在一系列艰苦的战斗中，十三人最后仅剩三人，但是这十三人中没有一个人叛变其他人。并且地方史志記錄其為土匪組織。

## 演员表
- 趙恆煊 飾 耿殿君
- 趙子惠 飾 焦淑清
- 劉沙 飾 杜國文
- 馬倫 飾 常大仙
- 李克偉 飾 孫大車
- 張志宏 飾 趙郎中
- 魏寶麟 飾 李萬貴
- 張政勇 飾 趙景海
- 袁滿 飾 喬亮
- 孫鵬濱 飾 耿殿臣
- 盧海華 飾 劉順
- 遲帥 飾 小上海
- 葉靜 飾 小秀才
- 劉冬 飾 跳貓
- 潘藝心 飾 雪琴
- 劉向京 飾 葉永年
- 陶海 飾 渡邊正雄
- 高強 飾 戴軍長
- 王偉光 飾 李季
- 杜若溪 飾 白玉

## 其他
- 小上海”這個角色原來並非是“十三省”中人，后在编写剧本的时候才把这个人加了进来。

## 相關連結
- 豆瓣电影上《十三省》的資料 （简体中文）